# Sevagram
Sevagram est un village de l’Inde situé dans le Maharashtra, lieu de résidence du Mahatma Gandhi de 1936 jusqu'à sa mort.